# Championnats d'Italie d'athlétisme 2018
Les Championnats d'Italie d'athlétisme 2018 sont la 108e édition des Championnats d'Italie d'athlétisme qui se déroule du 7 au 9 septembre 2018 à Pescara, dans le stade Adriatico rénové. En italien, ils portent le nom de « Campionati italiani individuali assoluti su pista 2018 ». Ils sont organisés par le comité régional des Abruzzes de la Fédération italienne d'athlétisme.

## Résultats
- Résultats complets

### Messieurs
- 100 m : Marcell Jacobs, 10 s 24 (+ 0,1 m/s)
- 200 m : Davide Re, 21 s 04 (+ 0,0 m/s) - 20 s 93 (PB) en demi-finale
- 400 m : Davide Re, 45 s 92
- 800 m : Enrico Brazzale, 1 min 49 s 64
- 1 500 m : Joao Bussotti, 3 min 46 s 41
- 5 000 m : Marouan Razine, 14 min 4 s 41
- 3 000 m st : Leonardo Feletto, 8 min 34 s 17 (PB)
- 110 m haies : Lorenzo Perini, 13 s 57 (+ 0,4)
- 400 m haies : José Bencosme, 49 s 52 (SB)
- 10 km marche : Massimo Stano, 39 min 19 s (PB)
- 4 x 100 m : Atletica Riccardi  (Ferraro, Cattaneo, Martini, Polanco Rijo), 40 s 39
- 4 x 400 m : Fiamme Gialle (Aceti, Tricca, Valentini, Re), 3 min 6 s 48
- Saut en hauteur : Gianmarco Tamberi, 2,30 m
- Saut à la perche : Claudio Stecchi, 5,50 m
- Saut en longueur : Filippo Randazzo, 7,76 m (+ 0,0)
- Triple saut : Fabrizio Schembri, 16,60 m (+ 0,9) (SB)
- Poids : Sebastiano Bianchetti, 19,39 m
- Disque : Giovanni Faloci, 61,53 m
- Marteau : Marco Lingua, 73,95 m
- Javelot : Mauro Fraresso, 76,16 m
- Décathlon : Luca Di Tizio, 7 240 points (SB).

### Dames
Pour les féminines, il s'agit de la 89e édition.
- 100 m : Johanelis Herrera Abreu, 11 s 59